# Cyathea phalaenolepis
Cyathea phalaenolepis là một loài thực vật có mạch trong họ Cyatheaceae. Loài này được (C. Chr.) Domin mô tả khoa học đầu tiên năm 1929.